# Günther Anders (Kameramann)
Günther Anders (* 8. November 1908 in Berlin; † 16. September 1977 in München) war ein deutscher Kameramann.

## Leben
Der Sohn des Kaufmanns Georg Anders, Betriebsleiter der Filmproduktion Eiko und späterer kaufmännischer Direktor bei der UFA, bekam bereits um 1918 Kinderrollen in Stummfilmen.
Nach seinem Schulabschluss 1922 und einer Lehre bei der fotografischen Abteilung der UFA erhielt er eine Ausbildung an der Staatlichen Hochschule für Fototechnik in München. Es folgten Assistenzjahre unter den Kameramännern Carl Hoffmann, Karl Freund und Eugen Schüfftan. 1934 führte er bei einem Kurzspielfilm unter Hoffmanns Regie erstmals selbst die Kamera.
Nach einigen weiteren Kurzspielfilmen zählte Anders ab 1937 zur ersten Garnitur der Kameraleute im Dritten Reich. Er stand auch bei mehreren  eindeutigen Propagandafilmen wie Wunschkonzert und der anti-polnischen Produktion Heimkehr hinter der Kamera. Dabei arbeitete er vor allem mit den Regisseuren Karl Ritter und Gustav Ucicky zusammen und filmte zwei Mal den damaligen Schauspielstar Paula Wessely. Im Winter 1944/45 fotografierte er die letzte, unvollendete Großproduktion dieser Epoche mit dem Titel Das Leben geht weiter.
1947 begann er mit dem Heimkehrerdrama Zwischen gestern und morgen seine Nachkriegstätigkeit. Die von ihm fotografierten Filme Fregola und Der Engel mit der Posaune (beide 1948) waren die ersten Nachkriegsfilme der NS-Stars Marika Rökk und Paula Wessely. Anders erhielt im Zeichen des Kinowunders der 1950er-Jahre zahlreiche Aufgaben als Kameramann, meist in Österreich. 1955 drehte er mit Georg Wilhelm Papst den von der Handlung wie auch der Lichtstimmung sehr düsteren Kriegsfilm Der letzte Akt über die letzten Tage Adolf Hitlers im Führerbunker. In der zweiten Hälfte der 1950er Jahre fotografierte er die letzten drei Inszenierungen von Willi Forst. 
1963 drehte er mit Flucht der weißen Hengste für Walt Disney und 1965 gelang ihm das Kunststück, Attila Hörbiger und Paul Hörbiger für die von ihm inszenierte Verfilmung des Theaterstücks Der Alpenkönig und der Menschenfeind gemeinsam vor die Kamera zu bringen.
Günther Anders war in zweiter Ehe mit der Kostümbildnerin Charlotte Flemming verheiratet.

## Filmografie
- 1933: Morgenrot (nur einf. Kameramann)
- 1935: Das Einmaleins der Liebe
- 1935: Der mutige Seefahrer
- 1935: Viktoria
- 1935: Die lustigen Weiber
- 1936: Die Hochzeitsreise
- 1936: Susanne im Bade
- 1936: Verräter
- 1937: Der Herrscher
- 1937: Patrioten
- 1937: Mein Sohn, der Herr Minister
- 1937: Unternehmen Michael
- 1937: Brillanten
- 1938: Urlaub auf Ehrenwort
- 1938: Capriccio
- 1938: Pour le Mérite
- 1939: Hochzeitsreise
- 1939: Legion Condor
- 1939/41: Kadetten
- 1940: Wunschkonzert
- 1941: Heimkehr
- 1942: Hochzeit auf Bärenhof
- 1942: Wen die Götter lieben
- 1943: Das Ferienkind
- 1943/47: Am Ende der Welt
- 1944: Schrammeln
- 1944: Der gebieterische Ruf
- 1944: Das Herz muß schweigen
- 1944/48: Ulli und Marei
- 1945: Das Leben geht weiter (unvollendet)
- 1947: Zwischen gestern und morgen
- 1948: Fregola
- 1948: Der Engel mit der Posaune
- 1948: Das Kuckucksei
- 1949: Eroica
- 1950: Prämien auf den Tod
- 1950: Erzherzog Johanns große Liebe
- 1951: Das Tor zum Frieden
- 1951: Der Weibsteufel
- 1951: Der blaue Stern des Südens
- 1951: Wien tanzt
- 1952: Ich hab’ mich so an Dich gewöhnt
- 1952: Bis wir uns wiederseh’n
- 1952: Im weißen Rößl
- 1953: Liebeskrieg nach Noten
- 1953: Ich und meine Frau
- 1954: Meines Vaters Pferde I. Teil Lena und Nicoline
- 1954: Meines Vaters Pferde II. Teil Seine dritte Frau
- 1954: Dieses Lied bleibt bei dir
- 1954: Feuerwerk
- 1954: Das Bekenntnis der Ina Kahr
- 1955: Der letzte Akt
- 1955: Die Toteninsel
- 1955: Ein Herz voll Musik
- 1955: Die Barrings
- 1955: Dunja
- 1956: Kronprinz Rudolfs letzte Liebe
- 1956: Lügen haben hübsche Beine
- 1956: Heute heiratet mein Mann
- 1956: Fuhrmann Henschel
- 1956: Kaiserjäger
- 1956: Robinson soll nicht sterben
- 1957: Die unentschuldigte Stunde
- 1957: Die Heilige und ihr Narr
- 1957: Wien, du Stadt meiner Träume
- 1958: Herz ohne Gnade
- 1958: Man müßte nochmal zwanzig sein
- 1958: Stefanie
- 1958: Der Priester und das Mädchen
- 1959: Geliebte Bestie
- 1959: Das schöne Abenteuer
- 1960: Der liebe Augustin
- 1960: Das Glas Wasser
- 1960: Faust
- 1960: Das Spukschloß im Spessart
- 1960: Gustav Adolfs Page
- 1961: Geliebte Hochstaplerin
- 1961: Frau Cheneys Ende
- 1961: Der Lügner
- 1963: Flucht der weißen Hengste (Miracle of the White Stallions)
- 1963: Ein fast anständiges Mädchen
- 1963: Das Haus in Montevideo
- 1965: Der Alpenkönig und der Menschenfeind (auch Regie)
- 1965: Lumpazivagabundus
- 1966: Schwanensee (TV)
- 1967: Rosalinde (TV)
- 1967: Romeo und Julia auf dem Lande (TV)
- 1968: Pole Poppenspäler (TV; Regie)

## Auszeichnungen
- 1961: Filmband in Gold (Kamera) für Das Glas Wasser
- 1961: Preis der deutschen Filmkritik für Das Spukschloß im Spessart und Das Glas Wasser